# Estación de Casariche
Casariche es una estación ferroviaria situada en el municipio español de Casariche en la provincia de Sevilla, Andalucía. En la actualidad las instalaciones no prestan servicios de pasajeros.

## Situación ferroviaria
La estación se encuentra situada en el punto kilométrico 89 de la línea férrea de ancho ibérico que une Córdoba con Málaga, a 301 metros de altitud sobre el nivel del mar, entre las estaciones de Puente Genil y de La Roda de Andalucía. El tramo es de vía única y está electrificado.

## Historia
La estación fue puesta en servicio el 15 de agosto de 1865 con la apertura del tramo Córdoba-Álora de la línea que pretendía unir Córdoba con Málaga. Las obras corrieron a cargo de la Compañía del Ferrocarril de Córdoba a Málaga, empresa que se había constituido para dicho propósito en 1861. Esta empresa acabaría integrándose en 1877 en la Compañía de los Ferrocarriles Andaluces, que a partir de entonces se hizo cargo de la gestión las infraestructuras. En 1941, con la nacionalización de todos los ferrocarriles de ancho ibérico, las instalaciones pasaron a manos de la recién creada RENFE. 
Desde enero de 2005, con la extinción de RENFE, el ente Adif es la titular de las instalaciones ferroviarias mientras que Renfe Operadora explota la línea. Desde el 13 de mayo de 2013 se suprimió el Media Distancia Córdoba-Bobadilla por ser un servicio muy deficiente tras el plan de racionalización de trenes de media distancia por el Ministerio de Fomento.